# Никольская церковь (Приштина)
Никольская церковь (Церковь Святого Николая (серб. Црква Светог Николе) — храм Рашско-Призренской епархии Сербской православной церкви в городе Приштине (Косово). Памятник культуры Сербии большого значения.

## История
Церковь построена в 1830 году на фундаменте старого храма, по инициативе приштинских сербов, которые смогли получить у султана разрешение на постройку церкви. Первоначально церковь не имела никаких архитектурных элементов, отличающих её от окружающих мусульманских домов, но позднее над храмом был надстроен купол и пристроена колокольня.
Перед Косовской войной храм был отремонтирован, постелен мраморный пол и установлена система обогрева пола. Возле храма находился приходской дом и другие церковные помещения. До 2002 года храм был под защитой КФОР. После снятия защиты албанцы начали регулярно разбивать окна храма и приходского дома, в котором проживал протоиерей Мирослав Попадич, окормляющий оставшихся приштинских сербов. Никольская церковь оставалась последним действующим православным храмом в Приштине.
18 марта 2004 года, в ходе массовых беспорядков, албанцы открыли по церкви огонь из автоматического оружия. Священника и пять сербских семей, укрывшихся в храме, удалось эвакуировать. В ходе боёв за церковь был ранен один полицейский УНМИК. Храм сожжён вместе с приходским домом. В огне погиб резной дубовый иконостас середины XIX века, десятки икон и весь церковный архив. Албанцы подожгли также канцелярию Хабитата (миссия ООН) и три машины УНМИК.
20 февраля 2010 года временный администратор Рашско-Призренской епархии Афанасий (Евтич) освятил восстановленный храм. В восстановлении приняли участие Совет Европы, Европейская комиссия, косовские власти и Рашско-Призренская епархия.

## Архитектура
Храм представляет собой однонефное строение. Внутреннее пространство храма разделено колонами на три травеи. Алтарь ранее был отделён от основного пространства церкви дубовым иконостасом 1840 года работы братьев Фрчковских, но в 2004 году он был сожжён. Большую часть фресок храма написал Адам Добранец в 1902 году. Притвор был пристроен в 1906 году, а купол — в 1990 году. К северу от храма находится старое православное кладбище.